# 龙虬镇
龙虬镇，是中华人民共和国江苏省扬州市高邮市下辖的一个乡镇级行政单位。

## 行政区划
龙虬镇下辖以下地区：
龙虬社区、张轩社区、一沟村、龙潭村、龙腾村、兴南村、东角村、强民村、张轩村、白马村、大树庵村、陈总兵庄村和龙虬庄村。